# Miracolo della casata di Brandeburgo

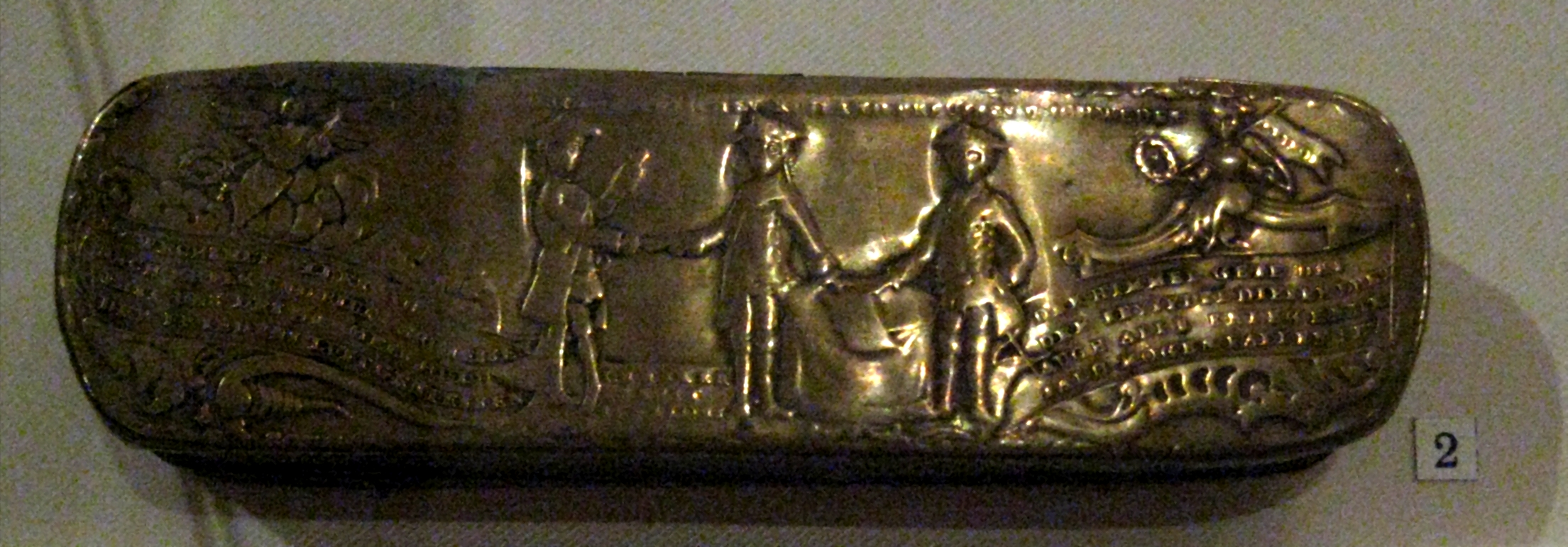
Questa tabacchiera prussiana realizzata nel 1762 per celebrare il trattato di San Pietroburgo. Federico II è mostrato mentre stringe la mano a Pietro III di Russia ed al re di Svezia

Il Miracolo della casata di Brandeburgo (Wunder des Hauses Brandenburg in tedesco) è il nome dato da Federico II di Prussia ad una serie di avvenimenti fortuiti che portarono al fallimento dell'alleanza austro-russa a seguito della vittoria conseguita dalle due potenze sulla Prussia nella battaglia di Kunersdorf il 12 agosto 1759.

## Il primo miracolo
Dopo la battaglia di Kunersdorf, Federico era sicuro che la Prussia dovesse ormai essere pronta al peggio. Scrisse su quella sconfitta che:
…fu una crudele rivalsa! Non le sopravviverò. Penso che tutto sia perduto. Adieu pour jamais.
La Prussia aveva infatti perso 19.000 soldati ed era rimasta con soli 18.000 uomini. Il 16 agosto scrisse che se i russi avessero attraversato l'Oder ed avessero marciato sulla capitale prussiana, Berlino, "ci batterebbero senz'altro pur morendo noi sulle mura della nostra città piuttosto che arrenderci a loro". Quel giorno stesso il feldmaresciallo russo Saltykov e la sua armata attraversarono effettivamente l'Oder e il giorno precedente il feldmaresciallo austriaco von Laudon col suo contingente aveva fatto lo stesso. Il feldmaresciallo conte Leopold Joseph von Daun stava marciando col resto dell'esercito austriaco verso nord dalla Sassonia. Tutte le forze erano in marcia verso Berlino.
Federico ammassò 33.000 uomini per difendere Berlino dalle forze nemiche, che egli stimava in circa 90.000. A quel punto avvenne quello che Federico stesso definì il "Miracolo della casata di Brandeburgo". Gli austriaci ed i russi infatti iniziarono ad avere dei disaccordi sull'occupazione di Berlino e nel settembre successivo iniziarono a ritirarsi. Austriaci e russi avevano 20.000 uomini a Kunersdorf ed entrambe le armate erano stremate dalla marcia. Inoltre, uno dei generali di Federico, suo fratello il principe Enrico, che non era stato coinvolto nello scontro di Kunersdorf, era ancora a disposizione con le sue truppe fresche. Federico iniziò nuovamente a sperare.

## Il secondo "miracolo"
Dal dicembre del 1761, dopo cinque anni di guerra, la situazione strategica della Prussia peggiorò nuovamente malgrado i molti successi tattici. Come scrisse Federico il 10 dicembre:
Gli austriaci hanno da parte loro Schweidnitz e le montagne, i russi si trovano dietro il Warthe tra Kolberg e Posen… ogni mia balla di fieno, sacco di soldi o lotto di reclute possono giungere solo per gentile concessione del nemico o per sua negligenza. Gli austriaci controllano le colline in Sassonia, gli imperiali fanno lo stesso in Turingia, tutte le nostre fortezze in Slesia sono vulnerabili, così come in Pomerania, a Stettino, a Kustrin e persino Berlino è alla mercé dei russi.
Durante la guerra i prussiani avevano perso 120 generali, 1500 ufficiali (su 5500) e più di 100.000 uomini. Gran parte dei prussiani ora era favorevole alla pace e Federico aveva cercato inutilmente di coinvolgere l'Impero ottomano nello scontro, ma questo tentativo non aveva avuto successo. Il suo alleato, l'Inghilterra, premeva anch'essa per la pace. Tuttavia nel gennaio del 1762, Federico ricevette la notizia che la zarina Elisabetta di Russia era morta il 5 gennaio di quello stesso anno: "La Messalina del Nord è morta. Morta la Bestia", scriveva Federico il 22 gennaio. Suo nipote Pietro le succedette al trono, ma questi era un grande ammiratore di Federico il Grande. Egli pertanto tramutò di colpo la politica anti-prussiana di Elisabetta e negoziò la pace con la Prussia, firmando un armistizio a marzo ed un trattato di pace accompagnato da una alleanza il 15 maggio.

## Il "miracolo" nella seconda guerra mondiale
Sul finire della seconda guerra mondiale, nell'aprile del 1945, Berlino si trovava circondata dalle armate sovietiche. Il ministro delle finanze tedesco, Lutz Schwerin von Krosigk, riportò nel suo diario che nell'aprile di quello stesso anno nel Führerbunker, Joseph Goebbels era solito leggere ad alta voce per Adolf Hitler la biografia di Federico il Grande scritta dallo storico Thomas Carlyle, soffermandosi in particolare sul capitolo che riportava:
…lo stesso gran re non vide via d'uscita dalle sue difficoltà e non aveva altri piani; tutti i suoi generali ed i suoi ministri erano convinti che presto tutto sarebbe crollato; il nemico era già pronto a conteggiare la distruzione della Prussia; il futuro si stava facendo sempre più oscuro per lui, e la sua ultima lettera al suo ministro, il conte Finckenstein, lo lascia chiaramente intravedere: se non vi fossero stati cambiamenti entro il 15 febbraio, avrebbe preso del veleno. “Oh re coraggioso!” riporta Carlyle, “aspetta ancora un poco che i giorni della fortuna stanno appena dietro alle nuvole oscure e presto ti arrideranno.” Il 12 febbraio morì la zarina; il Miracolo della casata di Brandeburgo si era avverato.
Dopo aver letto questo passo a Hitler, "i suoi occhi iniziarono a riempirsi di lacrime".
Sulla fine del mese pervenne a Hitler la notizia che il presidente statunitense Franklin D. Roosevelt era morto. Krosigk scrisse che "sentiamo le ali dell'angelo della storia che si muovono nella nostra stanza. Può questo essere il tanto atteso cambio di fortuna?". Krosigk riporta che Goebbels disse a tal proposito che:
…per ragioni di necessità storica e giustizia, era inevitabile un cambio di fortuna, come era stato per il Miracolo della casata del Brandeburgo nella Guerra dei Sette anni. Uno degli ufficiali dello staff chiese scetticamente e ironicamente quale zarina sarebbe morta questa volta e Goebbels replicò dicendo di non poterlo sapere; ma che il Fato avrebbe ancora dato molte possibilità. Giunse a casa e qui seppe della notizia della morte di Roosevelt. Immediatamente telefonò a Buse dicendo “La zarina è morta!”. Buse mi dissero che ebbe grande impressione di questo fatto; avevano avuto un'altra possibilità.
Contemporaneamente si erano diffuse delle voci secondo le quali gli alleati occidentali si sarebbero coalizzati con la Germania pur di difendere l'Europa dal pericolo del comunismo. Ad ogni modo, malgrado la morte di Roosevelt, gli alleati rimasero tutti uniti contro la Germania nazista. Quando l'Armata Rossa prese Vienna e si diresse verso Berlino, Adolf Hitler si suicidò il 30 aprile e l'8 maggio la guerra poteva dirsi conclusa con la resa di tutte le forze tedesche.